# بز (فیلم ۲۰۱۵)
بز (اسلواکی: Koza) یک فیلم درام محصول ۲۰۱۵ کشور اسلواکی به کارگردانی ایوان اوستروچوفسکی است. این فیلم در بخش سینمای جهان معاصر جشنواره بین‌المللی فیلم تورنتو ۲۰۱۵ به نمایش درآمد. این فیلم به عنوان نامزد اسلواکی برای جایزه اسکار بهترین فیلم بین‌المللی در هشتاد و هشتمین دوره جوایز اسکار انتخاب شد اما نامزد نشد.